# Wavrans-sur-Ternoise
Wavrans-sur-Ternoise és un municipi francès situat al departament del Pas de Calais i a la regió dels Alts de França. L'any 2007 tenia 216 habitants.

## Demografia

### Població
El 2007 la població de fet de Wavrans-sur-Ternoise era de 216 persones. Hi havia 76 famílies de les quals 12 eren unipersonals (4 homes vivint sols i 8 dones vivint soles), 28 parelles sense fills i 36 parelles amb fills.
La població ha evolucionat segons el següent gràfic:
Habitants censats

### Habitatges
El 2007 hi havia 93 habitatges, 79 eren l'habitatge principal de la família, 10 eren segones residències i 4 estaven desocupats. 92 eren cases i 1 era un apartament. Dels 79 habitatges principals, 60 estaven ocupats pels seus propietaris, 17 estaven llogats i ocupats pels llogaters i 2 estaven cedits a títol gratuït; 3 tenien dues cambres, 11 en tenien tres, 12 en tenien quatre i 52 en tenien cinc o més. 71 habitatges disposaven pel capbaix d'una plaça de pàrquing. A 29 habitatges hi havia un automòbil i a 41 n'hi havia dos o més.

### Piràmide de població
La piràmide de població per edats i sexe el 2009 era:
| Homes | Edats   | Dones |
| ----- | ------- | ----- |
| 0     | 95 o +  | 0     |
| 0     | 90 a 94 | 0     |
| 0     | 85 a 89 | 4     |
| 0     | 80 a 84 | 4     |
| 8     | 75 a 79 | 12    |
| 12    | 70 a 74 | 8     |
| 4     | 65 a 69 | 8     |
| 0     | 60 a 64 | 4     |
| 4     | 55 a 59 | 0     |
| 4     | 50 a 54 | 12    |
| 8     | 45 a 49 | 8     |
| 0     | 40 a 44 | 0     |
| 0     | 35 a 39 | 4     |
| 8     | 30 a 34 | 8     |
| 16    | 25 a 29 | 0     |
| 16    | 20 a 24 | 12    |
| 8     | 15 a 19 | 4     |
| 0     | 10 a 14 | 8     |
| 8     | 5 a 9   | 0     |
| 4     | 0 a 4   | 4     |

## Economia
El 2007 la població en edat de treballar era de 123 persones, 95 eren actives i 28 eren inactives. De les 95 persones actives 85 estaven ocupades (48 homes i 37 dones) i 10 estaven aturades (2 homes i 8 dones). De les 28 persones inactives 6 estaven jubilades, 11 estaven estudiant i 11 estaven classificades com a «altres inactius».

### Ingressos
El 2009 a Wavrans-sur-Ternoise hi havia 83 unitats fiscals que integraven 228 persones, la mediana anual d'ingressos fiscals per persona era de 15.487 €.

### Activitats econòmiques
Dels 4 establiments que hi havia el 2007, 3 eren d'empreses de comerç i reparació d'automòbils i 1 d'una empresa d'hostatgeria i restauració.
L'any 2000 a Wavrans-sur-Ternoise hi havia 3 explotacions agrícoles que ocupaven un total de 303 hectàrees.

## Equipaments sanitaris i escolars
El 2009 hi havia una escola elemental integrada dins d'un grup escolar amb les comunes properes formant una escola dispersa.

## Poblacions més properes
El següent diagrama mostra les poblacions més properes.